# Mandiá
Mandiá (llamada oficialmente Santa Uxía de Mandiá) es una parroquia española del municipio de Ferrol, en la provincia de La Coruña, Galicia.

## Otras denominaciones
La parroquia también es conocida por los nombres de Santa Euxenia de Mandiá y Santa Eugenia de Mandiá.[cita requerida]

## Entidades de población
Entidades de población que forman parte de la parroquia:
- Bustelo
- Chá
- Confurco (O Confurco)
- Fontela
- Rilo
- Taboada
- Vilela
- A Espiñeira
- Papoi

## Demografía
| Gráfica de evolución demográfica de Mandiá entre 2000 y 2019 |
|                                                              |
| Datos según el nomenclátor publicado por el INE.             |